# Maxmilián Švagrovský
Maxmilián Švagrovský (také uváděn jako Max, 8. dubna 1853 Roudnice nad Labem – 1. července 1921 Cleveland) byl český podnikatel, propagátor sportů, sportovní novinář, člen Sokola, spoluzakladatel a první předseda Athletic Clubu Královské Vinohrady, ze kterého později vznikl sportovní klub Sparta Praha. Roku 1894 začal vydávat všesportovní magazín Sportovní obzor, první sportovní periodikum v Čechách. Pocházel z majetného roudnického rodu Švagrovských.

## Život

### Mládí
Narodil se v rodině Martina Švagrovského (1807—1866) a jeho druhé manželky Rozarie, rozené Linkové (??—1892). Sestra Františka (1843—1939) se provdala za architekta Jana Zeyera, druhá sestra Růžena (Rosalie, 1851—??) za advokáta Vojtěcha Friče, třetí Josefina (1856—??) za zoologa Františka Vejdovského. Starší bratr August Švagrovský (1847—1931) byl znám jako mecenáš umění a vedl před Maxmiliánem rodinnou firmu.
Otec Martin začal podnikat se dřevem, založil v Roudnici parní pilu a díky možnosti dopravy dřeva po Labi do Německa zbohatnul. Byl také významnou postavou místního společenského života a organizátor mj. táborů lidu na Řípu, s jejichž přípravou Maxmilián otci v chlapeckém věku pomáhal. Společně sdíleli též myšlenku vytvoření nadnárodní státní unie, Spojených států evropských, po vzoru federativního uspořádání Spojených států amerických.
Maxmilián Švagrovský vystudoval akademické gymnázium v Praze, původně se připravoval ke studiu práv, ale po smrti otce roku 1866, zdědil podíl na rodinném podniku s bratrem Augustem. Na rozdíl od otcova obchodního rozmachu se dostával do finančních potíží, což bylo způsobeno nejen velkorysostí nejstaršího bratra Augusta, ale též hospodářskou krizí roku 1873.

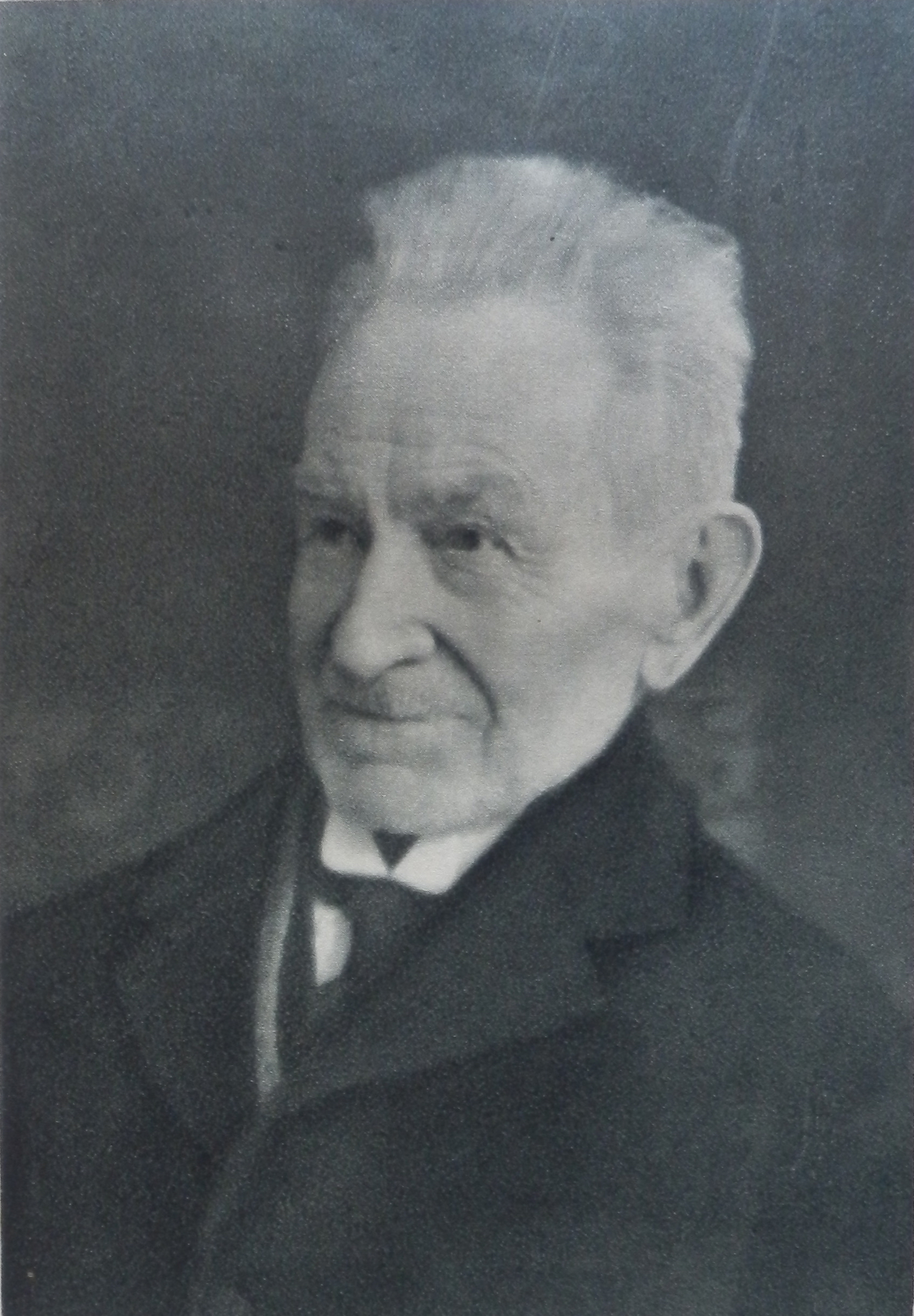
JUDr. August Švagrovský, starší bratr Maxmiliána

### V exilu
Od mládí jej zajímaly myšlenky anarchismu, je mu připisováno členství v radikálním vlasteneckém spolku Blaník II., mezi jehož cíle měl patřit i atentát na českého místodržícího v Čechách barona Alexandra von Kollera. V obavě z obžaloby v rámci zatýkání členů spolku a tzv. Národního soudu s Karlem Sabinou roku 1872 (v soudním tribunálu navíc zasedal jeho bratr August) odešel Maxmilián Švagrovský do exilu. Pobýval v Rusku, Rumunsku, v Berlíně u příbuzných švagra Josefa Vojtěcha Friče, následně odešel do Spojených států, kde strávil rok a půl. Působil zde mj. jako člen posádky velrybářské lodi Concordia, která vyrážela za úlovky k pobřeží Grónska. Po vyhlášení amnestie Hohenwartovou vládou se roku 1877 vrátil zpět do Čech. Hned nato narukoval jako dobrovolník k rakouskému válečnému námořnictvu v Pule, dále působil na několika obchodních lodích v Evropě. Roku 1877 se ve francouzském Bordeaux dozvěděl, že vypukla rusko-turecká válka o území Bulharska, které bylo pod nadvládou Osmanské říše. Jako stoupenec nezávislosti jihoslovanských národů se rozhodl narukovat do řad srbské armády do pluku bulharských dobrovolníků a zapojil se do bojů proti osmanským vojskům. Byl několikrát vážně raněn, po skončení konfliktu roku 1878 byl v Bělehradu oceněn vyznamenáními Za chrabrost a křížem Řádu Takova.

### Návrat
Následně se Švagrovský navrátil do Roudnice a nadále se angažoval ve vedení rodinného podniku. Oženil se s Marií Sailerovou a založil rodinu. V roce 1880 odprodal August Švagrovský svůj podíl ve firmě bratru Maxmiliánu Švagrovskému. a roku 1886 se odstěhoval z Roudnice. Maxmilián závod s pilou rozšířil ve výrobnu šicích strojů a následně i prodejem bicyklů. Působil také v politické buňce staročechů v Roudnici a zapojoval se do komunálního politického života, kde permanentně soupeřil s Ervínem Špindlerem z mladočeské strany. Mimo to Švagrovský vydával také místní novinové tituly, např. Hlas od Řípu či Roudnické listy. Založil a vedl pěvecký sbor Slavoj. Zaznamenána je rovněž jeho účasti v idealistického spolku pro vznik utopického státu Vlast Volnosti na území afrického kontinentu.
Významně Švagrovský přispěl také jako sportovní činitel v Roudnici a později v Praze. Od mládí chodil veslovat na Labi, byl členem roudnického Sokola, pod kterým roku 1877 s místními sportovci založili veslařský klub a stal se jeho náčelníkem. Klub následně měnil svou strukturu i název, jeho aktivity byly rozšířeny na další vodní a jiné sporty, Švagrovský se v jeho rámci aktivně i pasivně věnoval tenisu, atletice či cyklistice. V rámci spolku vydával a redigoval během veslařských závodů periodikum Veslařské listy.

### Pobyt v Praze
Roku 1893 přesunul Švagrovský činnost své firmy do Prahy, kam se přestěhoval. Mimo podnikatelské aktivity nadále pokračoval ve sportovní spolkové činnosti. Jakožto dopisovatel listu Hlas lidu, kde uveřejňoval pravidelnou sportovní přílohu, získal řadu zkušeností se sportovní žurnalistikou a roku 1894 se rozhodl založit vlastní tiskovinu Sportovní obzor. List se stal prvním pravidelně vycházejícím všesportovním periodikem v Čechách. Uveřejňoval výsledky sportovních klání a informoval o novinkách ze světa sportu, roku 1894 zde byl uveřejněn také anglický překlad pravidel fotbalové hry.
S rozvojem cyklistiky začal ve svém obchodě prodávat také bicykly anglické výroby a další sportovní náčiní, rovněž např. rybářské vybavení či brusle. Roku 1894 nechal do Prahy dovézt vybavení na lední hokej. Byl rovněž držitelem celé řady patentů v oboru cyklistiky, sám se konstrukcí kol zabýval.
30. června 1895 absolvoval Švagrovský zhruba hodinový let balonem Ressel zakoupeným Českou aeronautickou společností na trase Praha–Počernice za pilotování vzduchoplavce Františka Hůlky. Stroj startoval z dřevěné balonové arény na Výstavišti v Královské oboře. Letu se účastnila také Švagrovského dcera Ludmila, která se během svého prvého letu balonem Ressel 16. června, rovněž s Hůlkou, tak stala první Češkou, která se vznesla do vzduchu.

### AC Sparta

Novější logo AC Sparta, který Švagrovský roku 1893 (1894) spoluzakládal

Švagrovský se angažoval také v klubu se jménem AC Praha na pražských Maninách. Pěstovala se zde mimo jiné i cyklistika, a když byla Vltava zamrzlá, tak i bruslení. Po dvou letech činnosti se však klub rozhádal a odešla z něj skupina odbojníků v čele s Karlem, Otou a Josefem Malečkovými. Ti založili Athletic Club Královské Vinohrady, jehož předsedou byl právě M. Švagrovský. Vinohrady byly tehdy ještě samostatné bohaté město za hranicemi Prahy, a proto nový klub očekával od radnice štědrou podporu. Klub byl ustanoven 16. listopadu 1893 a tento den je považován za datum založení klubu. O pár týdnů později uspořádal nový klub bruslařskou exhibici, na které se objevil i Bohumil Rudl. Tomu se exhibice líbila a přivedl i své dva bratry Václava a Rudolfa. Ti hráli především fotbal a brzy přivedli celý fotbalový kroužek, který v té době působil na Letenské pláni. Švagrovský zde působil mimo jiné v pozici trenéra fotbalového mužstva, ze své cesty do Anglie přivezl fotbalový míč a následně do klubu přivedl i Angličana Buckleye, mechanika ze Švagrovského továrny, který zde působil jako trenér.
Podpora vinohradské radnice byla nulová, a když jim nenabídla ani pozemek pro nový stadion, klub se rozhodl změnit působiště. To bylo schváleno na valné hromadě 9. srpna 1894 v kavárně Demínka. Během jednání povstal Vladimír Horejc a pronesl slavná slova: „Nechť se náš klub napříště zove AC Sparta!“ V celé Evropě byla tehdy antická kultura v módě, a tak byl návrh schválen s bouřlivým nadšením. Ale ani nový název nedokázal zajistit nový stadion. Sparťani tedy trénovali na vojenském cvičišti na Invalidovně a jako většina tehdejších klubů své zápasy hráli nejčastěji na Císařské louce. 1. června 1895 se Švagrovský vzdal pozice předsedy klubu, pravděpodobně z důvodů osobních rozepří. První fotbalové utkání se konalo až 29. března 1896 turnaj s názvem „Národní zápasy mužstev, kopaný míč cvičících“. Od tohoto turnaje se datují všechna slavná derby Sparty se Slavií.
Roku 1897 byl zakládajícím členem České Amateurské Athletické Unie, také byl členem bruslařského klubu, který v zimě bruslil na zamrzlé Vltavě. Podílel se na organizaci celé řady sportovních závodů a utkání. Kvůli finančním problémům bylo vydávání Sportovního obzoru roku 1897 zastaveno.
Švagrovský byl rovněž přispěvatelem Ottova slovníku naučného.

### V USA
Po střídavých úspěších v podnikání využil roku 1901 Švagrovský prostředků rodinného jmění a odcestoval do Spojených států. Zde začal pracovat jako novinář českých krajanských novin a časopisů vycházejících pro čtenáře z početné české komunity v USA. Pobýval zejména v Clevelandu, Chicagu a Milwaukee, pracoval jako redaktor listů Američan, Rovnost, Svornost, Denní Hlasatel, Spravedlnost, newyorské redakce Hlasu lidu či Dennice novověku. Působil také jako válečný zpravodaj: během rusko-japonské války v letech 1904 až 1905 působil jako reportér na palubě lodi japonského námořnictva. Podle neověřených informací se zhruba v té době měl podílet také na bojových akcích britské armády v Jižní Americe. Psal také reportáže pro český sportovní list Start. Roku 1906 získal Maxmilián Švagrovský americké občanství.
Roku 1907 se Švagrovský opět vrátil do Čech, nadále přispíval do periodik vycházejících v USA. Stal se také ředitelem propagace automobilových závodů Laurin & Klement v Mladé Boleslavi. V následujících letech zemřely jeho dvě děti a také manželka, rozhodl se tedy se svou dcerou Milenou roku 1913 odstěhovat zpět do Spojených států.
Usadili se v Clevelandu, kde Švagrovský psal do listu Američan vydávaný nakladatelem Svobodou. V období první světové války se vyjadřoval proti myšlence T. G. Masaryka o vzniku československého státu a přikláněl se k variantě ochrany slovanských národů prostřednictvím Ruského impéria. Za tento postoj byl českoamerickými intelektuálními kruhy kritizován, kritika po založení ČSR 28. října 1918 ještě více zesílila. Švagrovský nakonec roku 1919 z redakce Američana odešel, následně se potýkal s hmotnou nouzí a živil se jako dělník či skladník, podle některých zdrojů též jako hasič. Onemocněl rakovinou žaludku, díky pomoci českých krajanů bylo možné získat peníze na jeho umístění do clevelandské nemocnice.

### Úmrtí
Maxmilián Švagrovský zemřel 1. července 1921 v Clevelandu následkem rakoviny žaludku. Pohřben byl nejspíše ve Spojených státech.

### Rodinný život
Se svou manželkou měli děti Zdislava, Ludmilu, Milana a Milenu. Zdislav, Ludmila i Švagrovského manželka zemřeli mezi lety 1910–1913. Ludmila Švagrovská byla po otci rovněž nadšenou sportovkyní, stala se jednou z prvních českých cyklistek a také z prvních Češek, která letěla v balonu.